# شاتو-ریشه، کبک
شاتو-ریشه (به فرانسوی: Château-Richer) شهرکی در منطقه شهری لا کوت-دو-بوپره ناحیه کاپیتل-ناسیونال در استان کبک کانادا است. در سرشماری سال ۲۰۱۱ این شهرک ۳٬۵۹۹ نفر جمعیت داشته‌است و مساحت آن ۲۲۸٫۹۹ کیلومتر مربع است.